# 入江・高砂貝塚

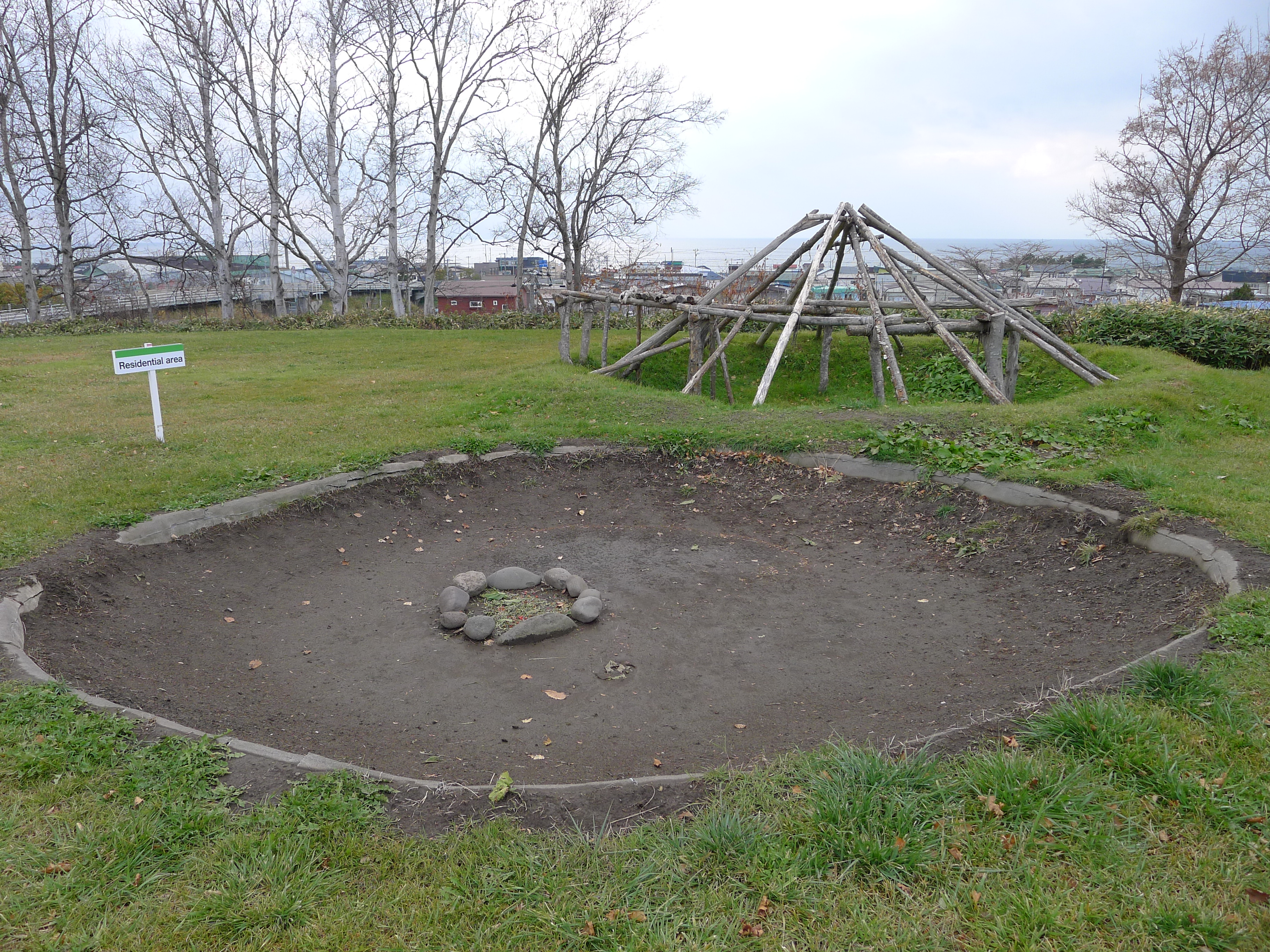
噴火湾を見下ろす入江貝塚の建物跡

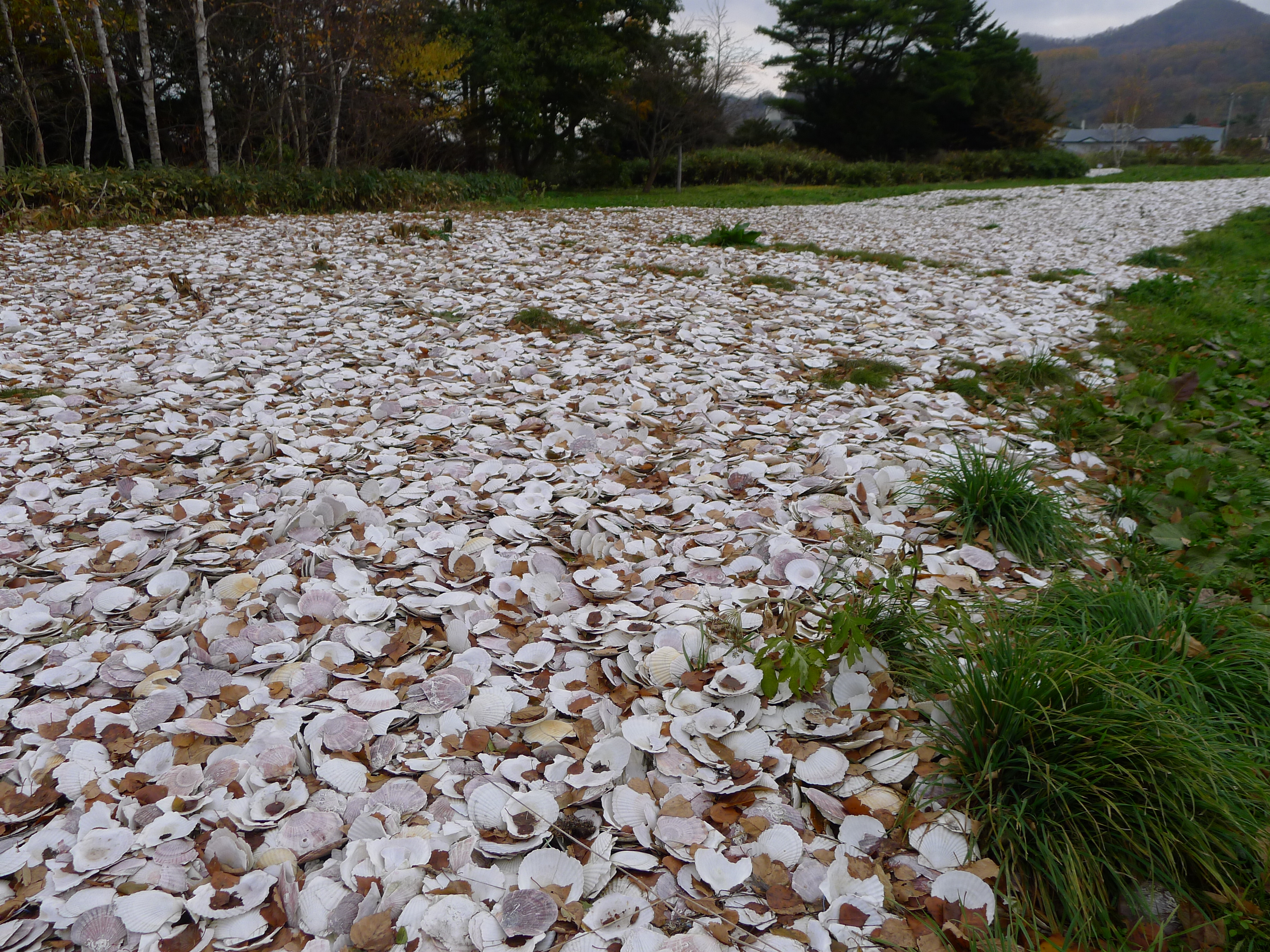
高砂貝塚

入江・高砂貝塚（いりえ・たかさご かいづか）は、北海道洞爺湖町入江と高砂町の内浦湾を望む標高10メートルから20メートルの台地上に位置する、縄文時代前期末から晩期中葉（紀元前3,500年-紀元前800年ごろ）にかけての貝塚を伴う遺跡。1988年5月13日に国史跡に指定された。2021年（令和3年）、「北海道・北東北の縄文遺跡群」として世界文化遺産に登録された。

## 解説
貝塚の他に竪穴建物跡（縄文時代前期から後期のものが多い）、土坑墓等から構成される。貝類のみならず海獣や魚類の骨も見られ、当時のこの地域での漁労文化の発達を物語る。
貝塚は入江貝塚と高砂貝塚に分かれるが、入江貝塚では縄文時代前期末の人骨が4体、中期のものが4体、後期初頭のものが7体の計15体分が出土している。一方の高砂貝塚では、後期初頭の土坑墓が1基、晩期中葉のものが28基出土している。イノシシの牙で作られた製品やオオツタノハガイ製貝輪など、北海道では入手できないものも出土したため、他地域と盛んに交流したことが窺える。

## 入江高砂貝塚館
入江高砂貝塚館（虻田郡洞爺湖町高砂町44）がガイダンス施設となっており、入江貝塚や高砂貝塚の出土品を展示している。

### 入江貝塚

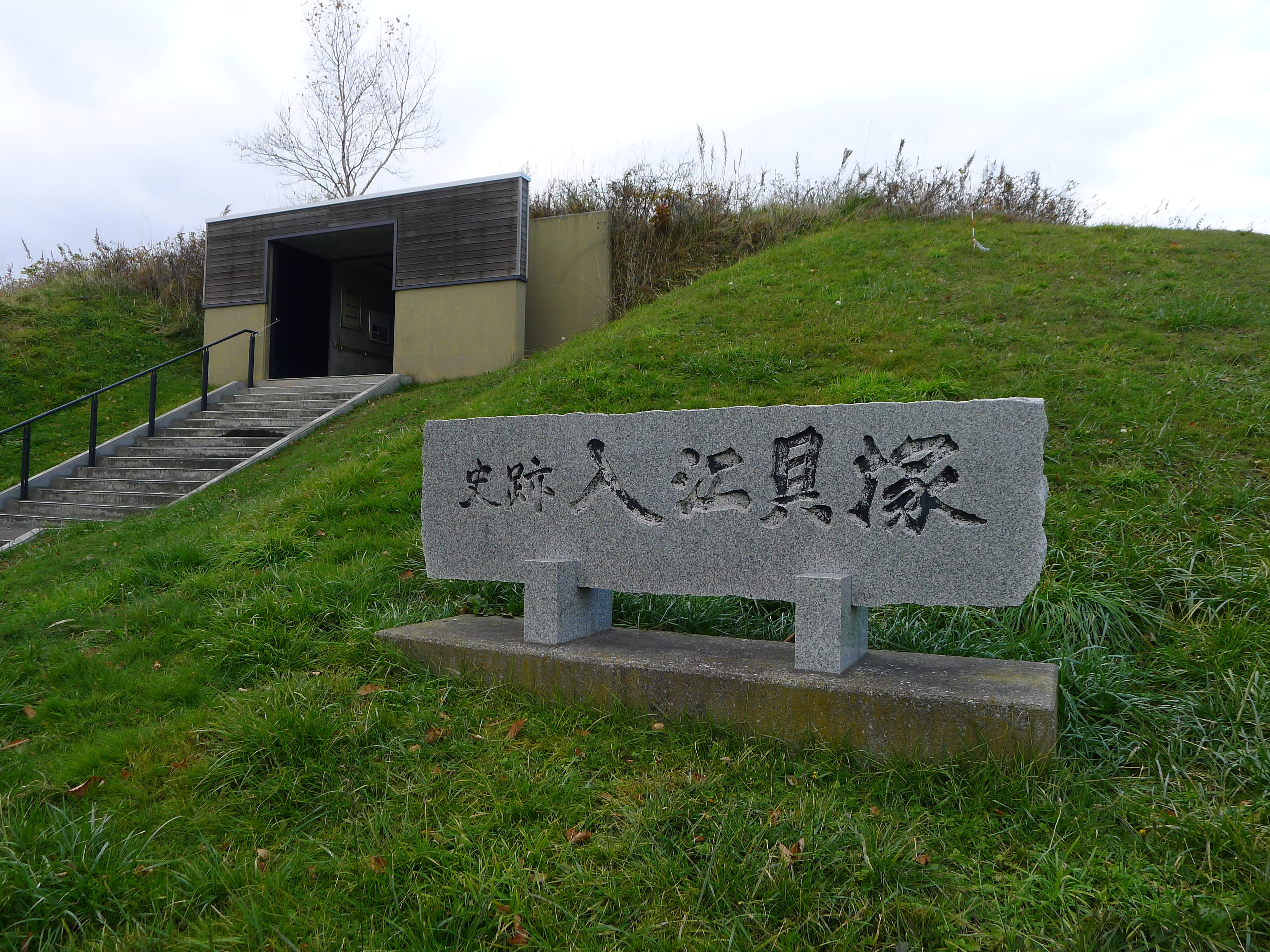
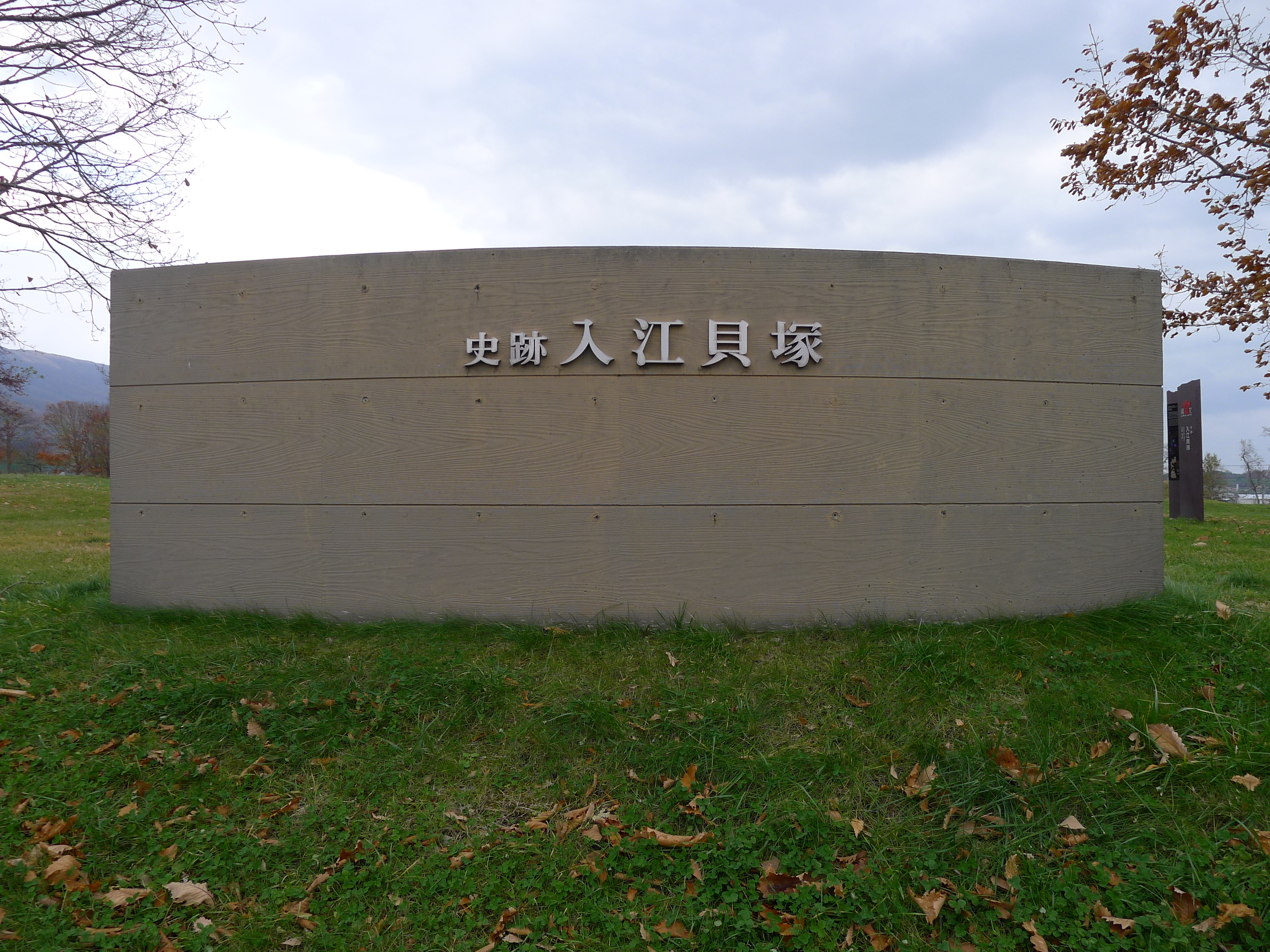
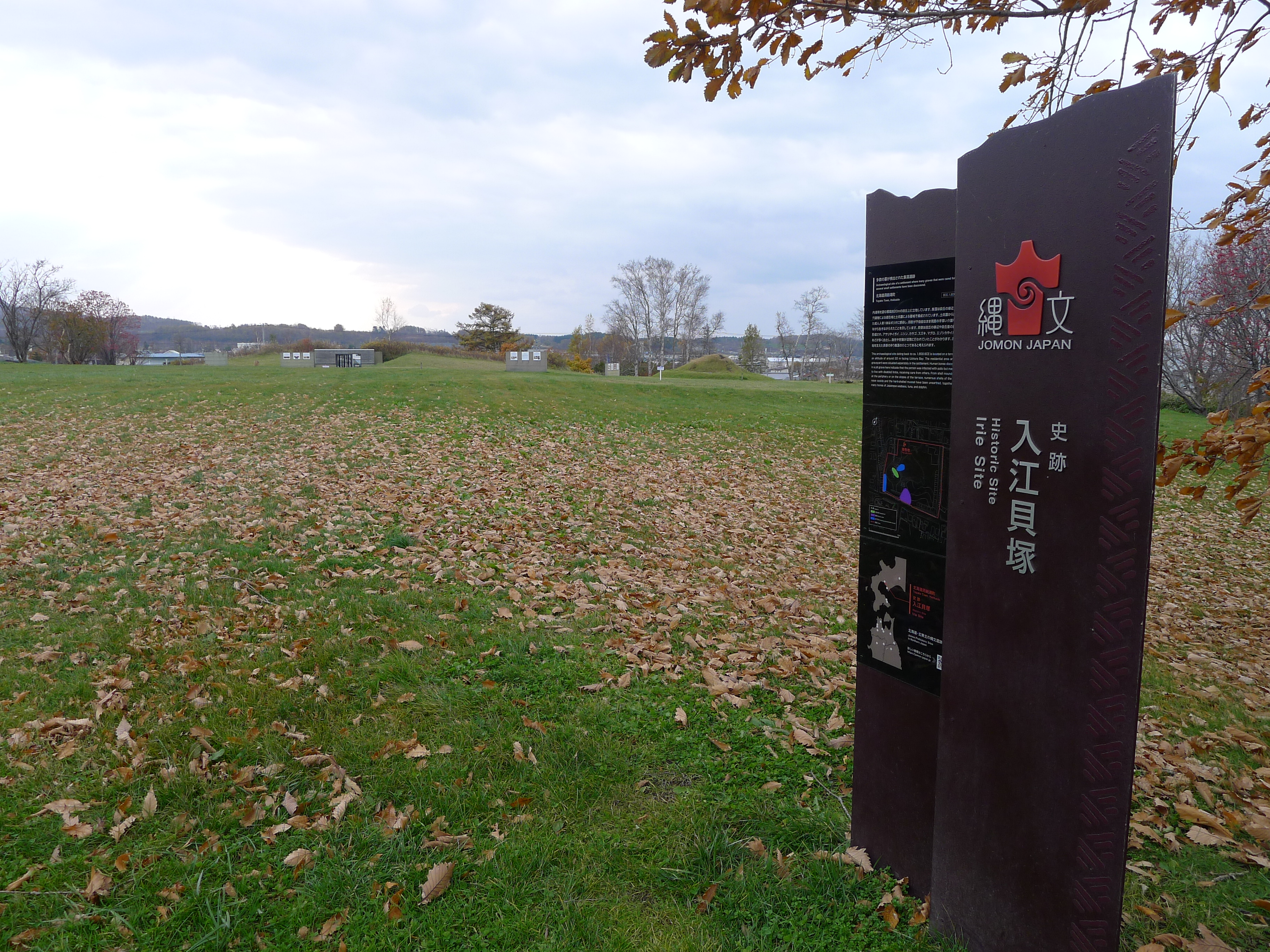
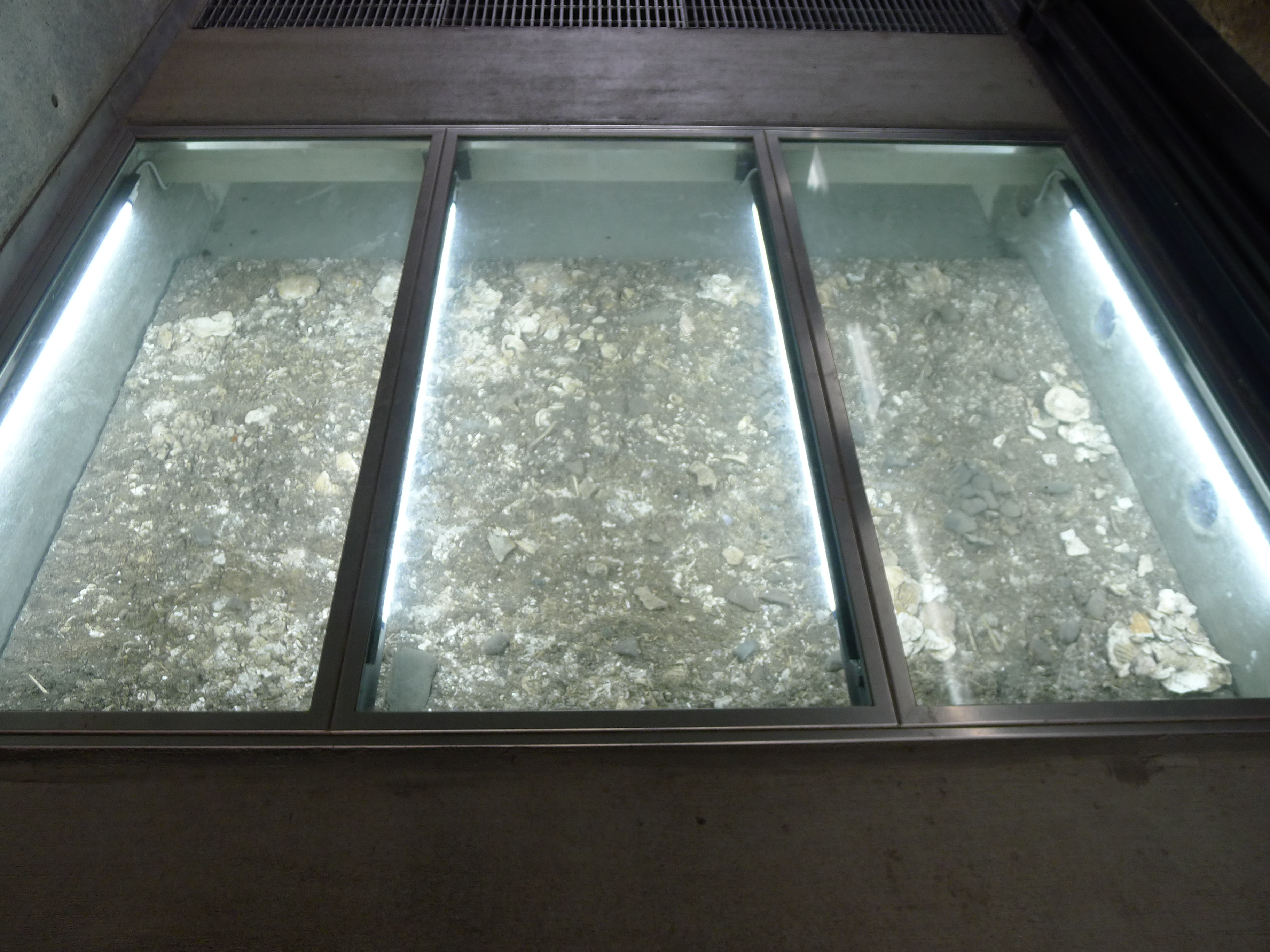
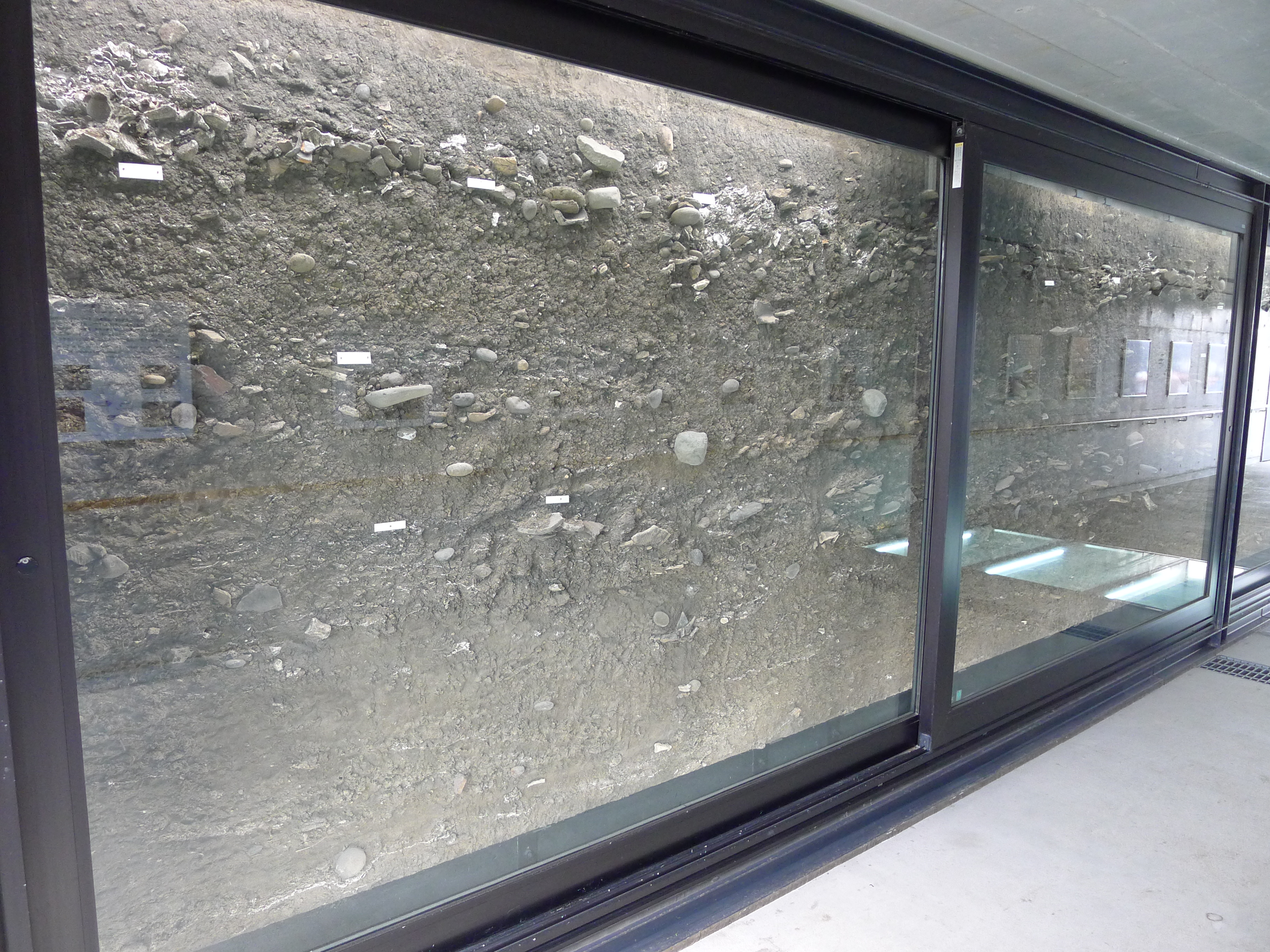

### 高砂貝塚

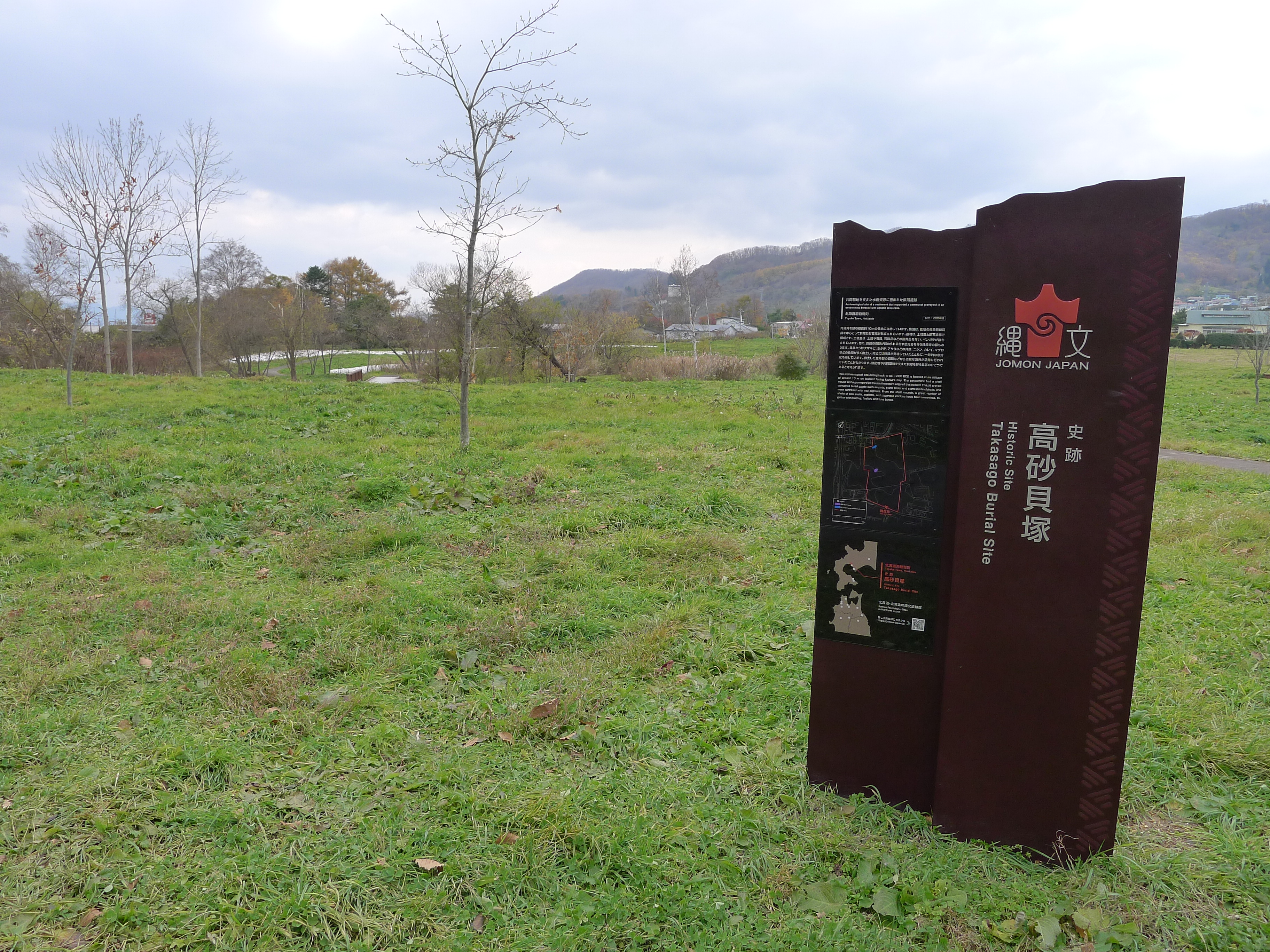
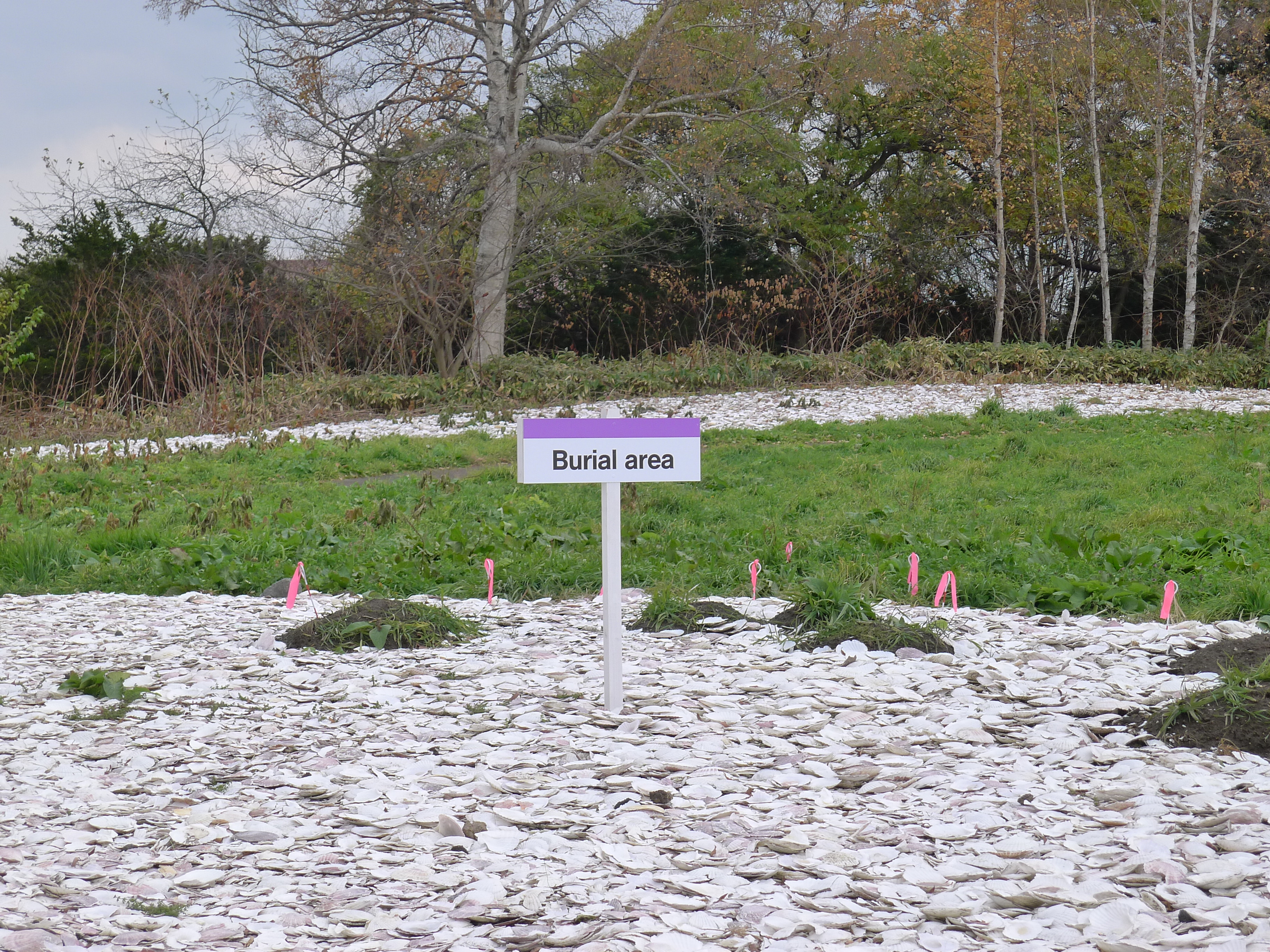
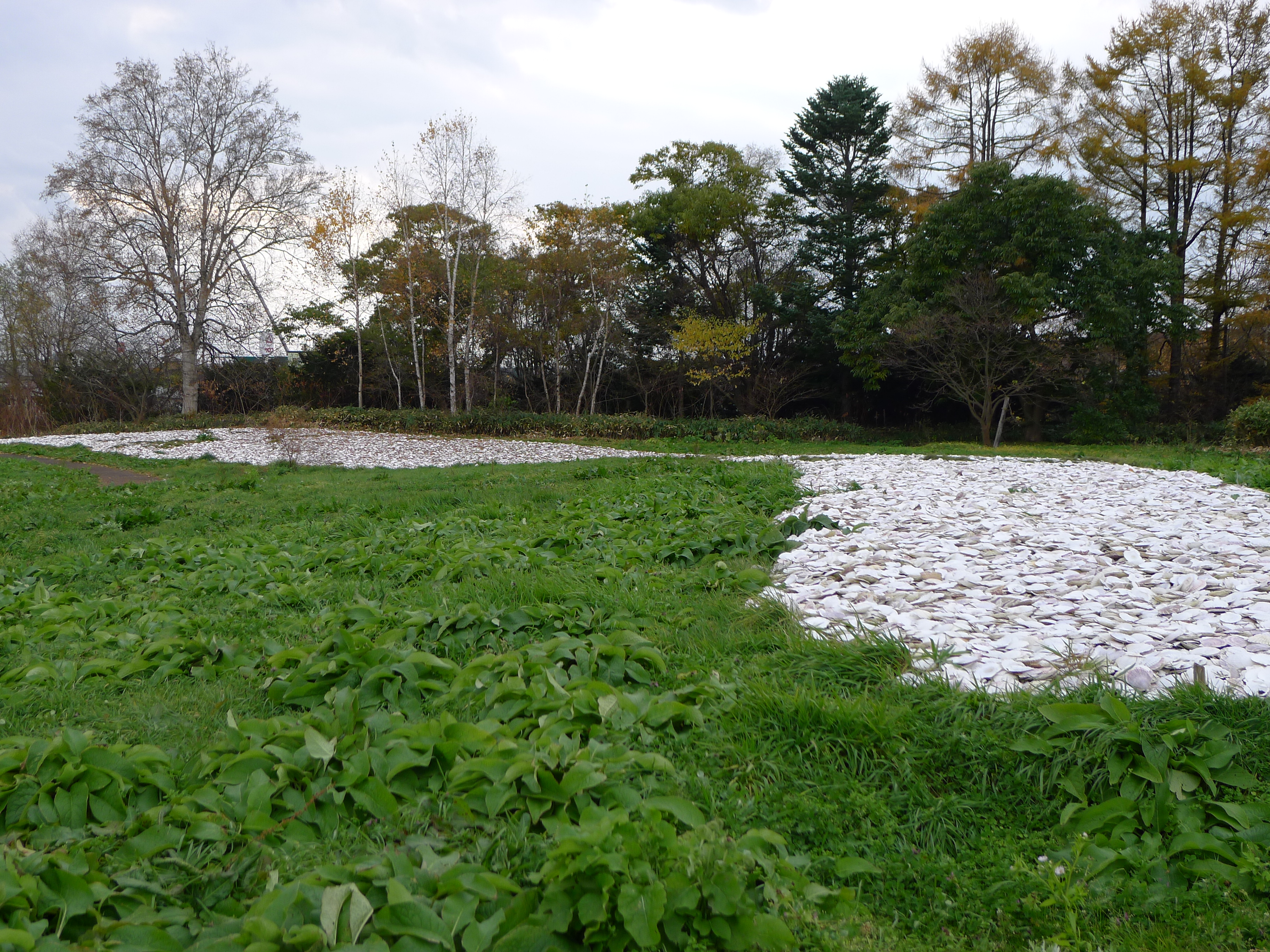
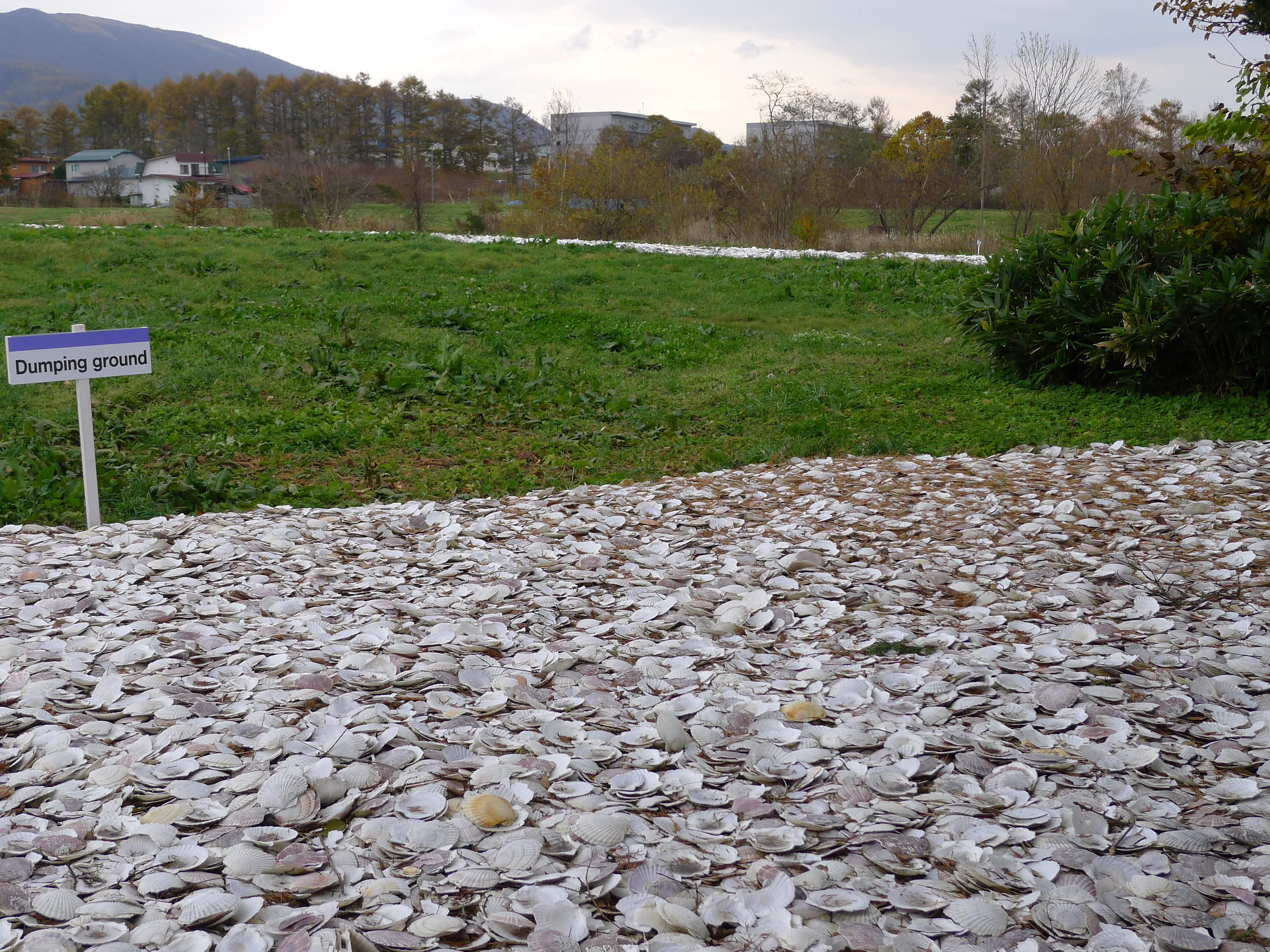

## 課題
世界遺産登録に際し、2021年5月26日に発せられたユネスコ諮問機関のイコモスによる勧告において、入江貝塚敷地内にある入江保育所が不適切建造物であると指摘され是正が求められる。保育所にとって公園整備された貝塚は子供達の遊び場であり郷土の歴史に触れることで地元愛も培われると反論したが、建屋の老朽化や少子化に伴う施設統合案も俎上し移転計画が進行しており、解体撤去後にはその直下にある貝塚の追加調査が行われる予定である。